# Dujam Kovačević
Dujam Kovačević  je bio knez vinjerački. Za hrvatsku je povijest bitan kao vođa seobe.
Zajedno s knezom ražanačkim Jerkom Rukavinom poveo je 1683. Hrvate iz skupine Bunjevaca u Bag.
Nekoliko godina poslije, 1686. poveo je svoje Bunjevce u Liku. Put kojim je poveo svoj narod bio je preko prijevoja Baških vrata. Smjestili su se u četiri sela. Ta sela su Brušane, Trnovac, Smiljan i Bužim.
Dujam Kovačević naselio je Smiljan. Njegova je obitelj poslije dala brojne poznate hrvatske uglednike. Uglednici iz njegove obitelji su:  
- Ferdinand Kovačević (1838. – 1913.), izumitelj, stručni pisac, pionir hrvatske telegrafije
- Edo Kovačević (1906. – 1993.), akademski slikar
- Ante Kovačević  (1894. – 1975.),[1] pedagog i književnik
- Ivica Kovačević (1873. – 1953.)[1] odvjetnik i političar